# NESticle
NESticle era un emulador para msdos que logra la compatibilidad con  Nintendo Entertainment System, escrito por Icer Addis de Bloodlust Software.  Lanzado el 3 de abril de 1997, el programa fue ampliamente popular  originalmente funcionaba en MS-DOS y Windows 95 . Fue el primer emulador de NES Freeware,  y  fue considerado como el emulador de NES de elección durante la década de 1990.  Aunque inicialmente tenía características limitadas y solo admitía una pequeña cantidad de juegos, el desarrollo avanzó rápidamente y su funcionalidad se amplió, y hoy en día a NESticle se le atribuye la introducción del concepto de save state en la emulación.  además de brindar a los usuarios la capacidad de crear hacks gráficos  a través de visor de memoria de gráficos integrado.  Al ser pionero en mayor nivel del acceso para los usuarios y proporcionar herramientas para que modifiquen sus juegos y puedan guardar partidas, Spin ha reconocido a NESticle como un hito para el desarrollo de la música de videojuegos como género . 
el emulador ya no se actualiza ha vuelto obsoleto e incompatible para los sistemas modernos[cita requerida] A medida que otros proyectos se desarrollan y mejoran, NESticle continúa apareciendo con frecuencia en las listas de los mejores emuladores para uso diario.  y todavía se considera una opción para la emulación en computadoras antiguas ( 486 y anteriores) 
En enero de 2022, Addis  publicó el código fuente después de que un programador intentara realizar ingeniería inversa del código. se publicó una versión de nesticle para Super NES, en la versión de GameCube de Fight Night Round 2 . En febrero de ese mismo año, Addis comenzó a trabajar en una continuación de NESticle, que era un port del nesticle para macOS basada en la emulación del chipset del NES, se llamó metalnes. 

## Desarrollo
NESticle se lanzo como NESticle v0.2 el 3 de abril de 1997. Su nombre es una combinación de  la palabra " NES " (la consola que emula) y el órgano masculino en ingles " testícle ". El programa solo en sistemas de Microsoft antes de la transición a windows nt como DOS y Windows 95, ofrecía pocas funciones y sólo admitía un puñado de juegos. Fue uno de los primeros emuladores de NES gratuitos y pronto se volvió más popular que sus rivales shareware como iNES.
NESticle fue programado en el lenguaje C++ y algunas partes en ensamblador usando Microsoft Visual C++ 4.10. Parte del atractivo del emulador era su bajo consumo: sus requisitos de sistema estaban limitados a alrededor de 25 MHz  lo que le permitía funcionar en Pentium y 486 DX2 . Su interfaz gráfica de usuario era colorida y fácil de usar, A los dos meses de su lanzamiento en abril, NESticle podía tomar capturas de pantalla a mitad del juego, pausar y reanudar el progreso en cualquier punto usando save state, jugar en línea, grabar audio y video y reproducir las grabaciones del juego.  NESticle, como su tenía un toque de humor vulgar y morboso. El puntero del ratón, por ejemplo, era una mano izquierda ensangrentada y desmembrada que extendía su dedo índice similar a de juegos como wardcraft ii.
El código fuente de NESticle fue copiado ilegalmente de la computadora de Addis por un hacker que accedió a sus recursos compartidos de red Samba .   Debido al hackeo, Addis decidió descontinuar NESticle. En agosto de 1998 se lanzó la última versión de NESticle, x.xx, se interrumpió el soporte y mantenimiento del emulador. Esta versión presentó una emulación notablemente mejorada, especialmente la emulación de audio (la onda triangular fue cuantificada correctamente en 4 bits, la onda de pulso del 50% tuvo el ciclo de trabajo correcto y el ruido fue corregido). A medida que otros proyectos de emulación continuaron mejorando, NESticle finalmente fue eliminado. Pero incluso años después de su discontinuación, todavía se destaca por sus bajos requerimientos de recursos cuando se juega en computadoras de gama baja. 

## Influencia
al ser uno de los primeros emuladores y uno de los más populares, la influencia de NESticle en la escena de la emulación ha sido grande. Su desarrollo innovador  la incorporación de la  grabación de partidas de 'películas de NES',  y su uso como herramienta para hacks caseros  permitieron influir en campos tangencialmente relacionados, como el género musical de los videojuegos,  y el modding de las carcasas de las consolas .  El emulador ha sido señalado como una gran influencia para dar conocimiento a juegos desconocidos y ayudar a la localización de juegos para los coleccionistas de videojuegos como Pat Contri (conocido como "Pat the NES Punk"),  Samit Sarkar de Destructoid,  y la creación de los músicos de videojuegos independientes, The NESkimos. 